# Pontus Tidemand
Pontus Tidemand (* 10. prosince 1990 Charlottenberg) je švédský automobilový závodník, bývalý jezdec továrního týmu Škoda a mistr WRC Academy (2013) a WRC-2 (2017). Jeho nevlastním otcem je Henning Solberg, nevlastním strýcem pak šampion z roku 2003 Petter Solberg. Pomáhal Volkswagenu s vývojem vozu Polo GTI R5 v roce 2018.

## Kariéra

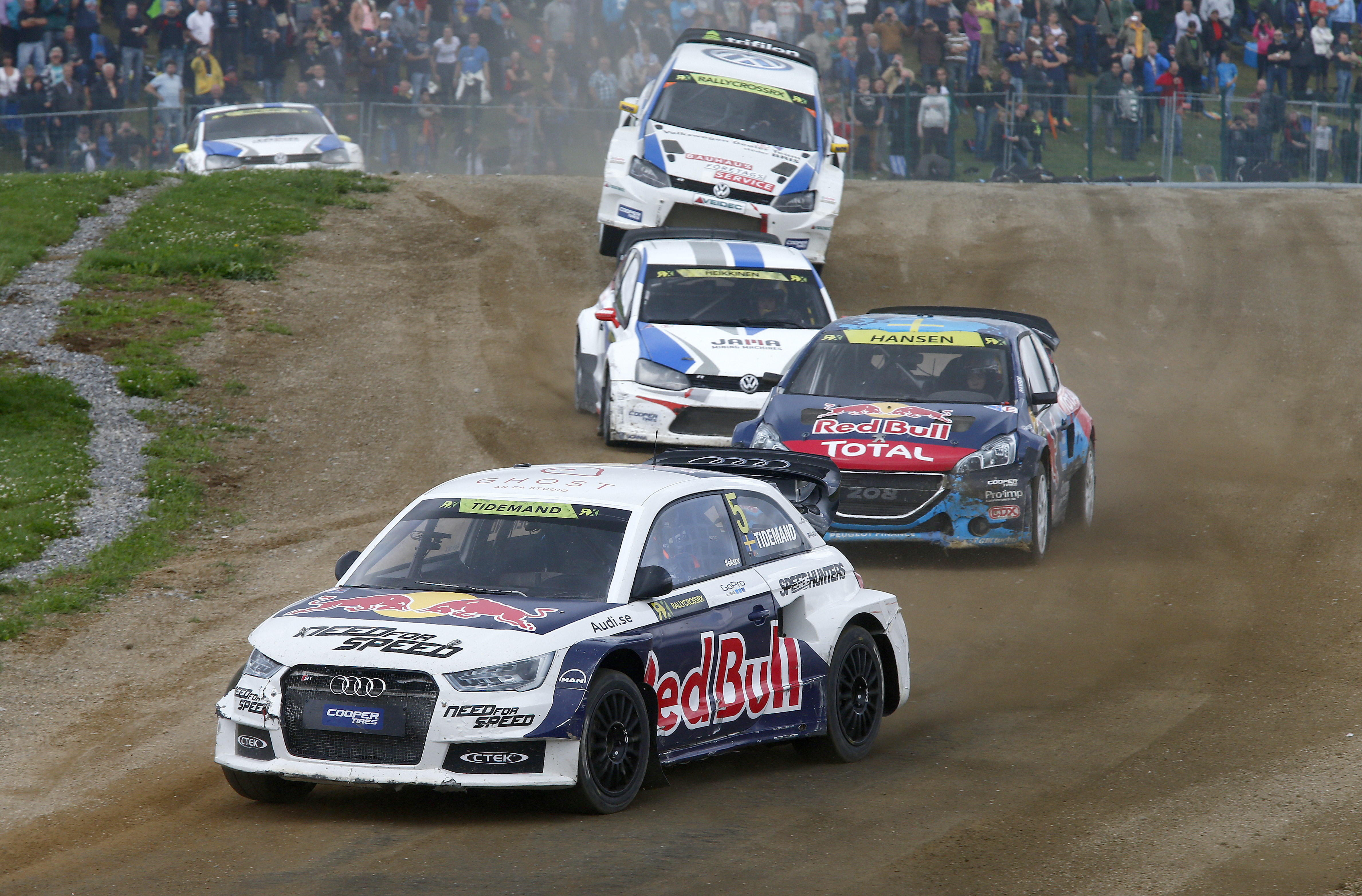
Pontus Tidemand s Audi S1 v roce 2014 při WRX podniku v Belgii

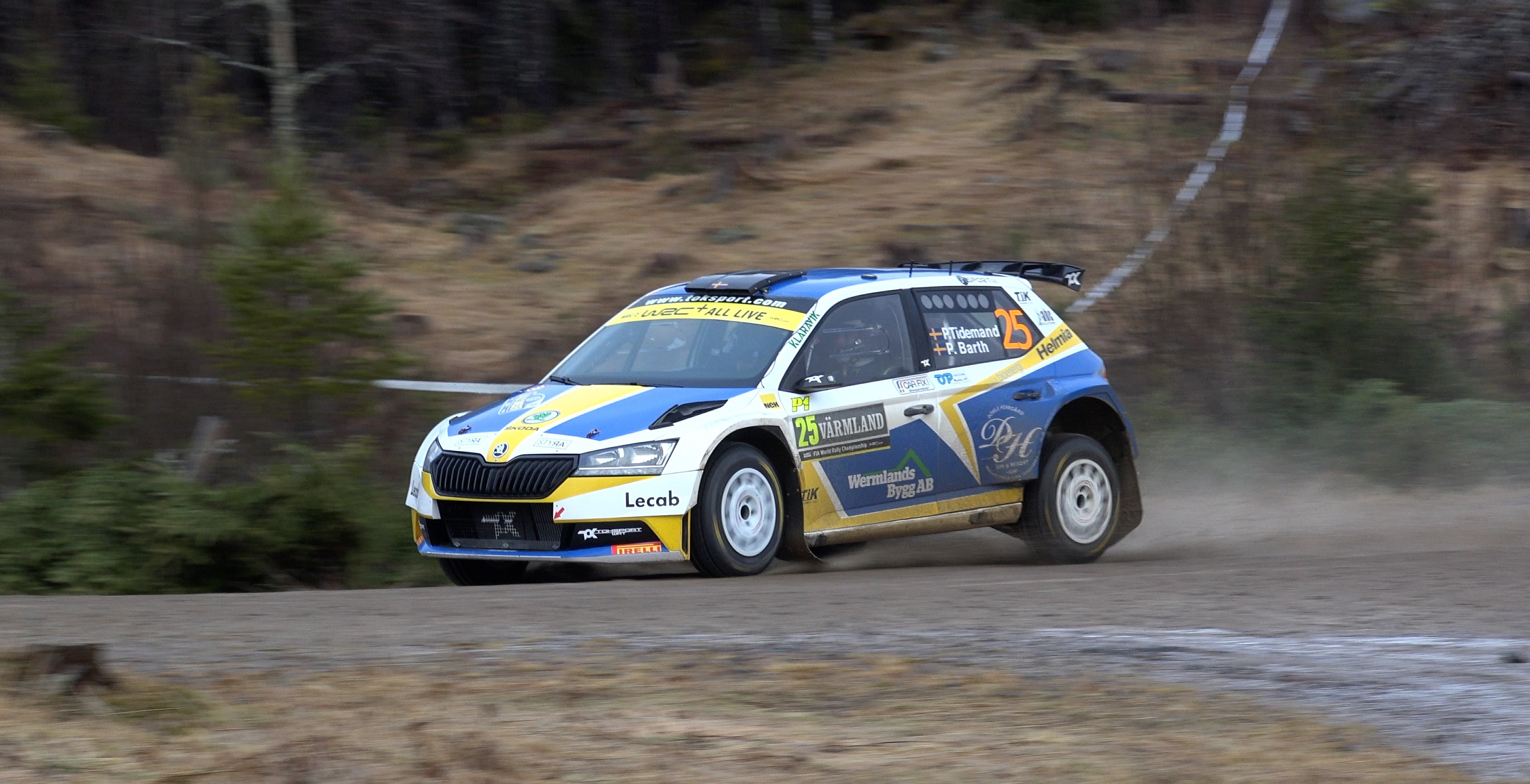
Tidemand při Švédské rallye 2020

V roce 2012 debutoval na mistrovství světa v rally, závodil ve WRC Academy. Tehdy skončil třetí celkově. Tentýž rok se účast Rally Sweden s Fabií S2000, domácí soutěž dojel třetí. Svůj debut s vozem WRC provedl na rally Rally Sweden 2013 ve Ford Fiesta RS WRC.
Pro rok 2014 přešel do rallycrossu a připojil se k novému týmu EKS RX Mattiase Ekströma, který řídil Audi S1 v mistrovství světa v rallycrossu 2014.

## Výsledky

### WRC
| Rok  | Tým                 | Vůz                   | Třída       | 1      | 2       | 3     | 4       | 5     | 6         | 7     | 8       | 9       | 10      | 11      | 12        | 13      | 14    | Umístění | Body |
| ---- | ------------------- | --------------------- | ----------- | ------ | ------- | ----- | ------- | ----- | --------- | ----- | ------- | ------- | ------- | ------- | --------- | ------- | ----- | -------- | ---- |
| 2012 | Pontus Tidemand     | Škoda Fabia S2000     | WRC-2       | MON    | SWE 3   | MEX   |         |       |           |       |         |         |         |         |           |         |       | 8.       | 15   |
| 2012 | Pontus Tidemand     | Ford Fiesta R2        | WRC-Academy |        |         |       | POR 3 1 | ARG   | GRE Ret 1 | NZL   | FIN 2 6 | GER 6   | GBR     | FRA 6 2 | ITA       | ESP 2 7 |       | 3.       | 84   |
| 2013 | Pontus Tidemand     | Ford Fiesta RS WRC    | WRC-1       | MON    | SWE Ret | MEX   |         |       |           |       |         |         |         |         |           |         |       | NC       | 0    |
| 2013 | Pontus Tidemand     | Ford Fiesta R2        | WRC-Academy |        |         |       | POR 1 5 | ARG   | GRE 2 8   | ITA   | FIN 3 6 | GER 1 3 | AUS     | FRA 1 1 | ESP Ret 1 | GBR     |       | 1.       | 132  |
| 2014 | Pontus Tidemand     | Ford Fiesta RS WRC    | WRC-1       | MON    | SWE 8   | MEX   |         |       |           |       |         |         |         |         |           |         |       | 19.      | 6    |
| 2014 | Pontus Tidemand     | Ford Fiesta R5        | WRC-2       |        |         |       | POR 3   | ARG   | ITA       | POL   | FIN     | GER 1   | AUS     | FRA 4   | ESP       | GBR     |       | 7.       | 52   |
| 2015 | Pontus Tidemand     | Ford Fiesta RRC       | WRC-2       | MON    | SWE 5   | MEX   | ARG     |       |           |       |         |         |         |         |           |         |       | 4.       | 86   |
| 2015 | Škoda Motorsport    | Škoda Fabia R5        | WRC-2       |        |         |       |         | POR 3 | ITA       | POL 2 | FIN 2   | GER     | AUS     | FRA Ret | ESP 1     | GBR WD  |       | 4.       | 86   |
| 2016 | Škoda Motorsport    | Škoda Fabia R5        | WRC-2       | MON    | SWE 2   | MEX   | ARG     | POR 1 | ITA       | POL 7 | FIN Ret |         | CHN C   | FRA     | ESP 2     |         | AUS   | 5.       | 85   |
| 2016 | Škoda Motorsport II | Škoda Fabia R5        | WRC-2       |        |         |       |         |       |           |       |         | GER 3   |         |         |           | GBR 2   |       | 5.       | 85   |
| 2017 | Škoda Motorsport II | Škoda Fabia R5        | WRC-2       | MON 4  |         |       |         |       |           |       | POL 2   |         |         |         |           |         |       | 1.       | 143  |
| 2017 | Škoda Motorsport    | Škoda Fabia R5        | WRC-2       |        | SWE 1   | MEX 1 | FRA     | ARG 1 | POR 1     | ITA   |         | FIN     | GER 3   | ESP     | GBR 1     | AUS     |       | 1.       | 143  |
| 2018 | Škoda Motorsport    | Škoda Fabia R5        | WRC-2       | MON    | SWE 2   | MEX 1 | FRA     | ARG 1 | POR 1     | ITA   | FIN     | GER     |         |         | ESP       | AUS     |       | 2.       | 111  |
| 2018 | Škoda Motorsport II | Škoda Fabia R5        | WRC-2       |        |         |       |         |       |           |       |         |         | TUR Ret | GBR 2   |           |         |       | 2.       | 111  |
| 2019 | M-Sport Ford WRT    | Ford Fiesta WRC       | WRC-1       | MON 20 | SWE 8   | MEX   | FRA     | ARG   | CHL       | POR   | ITA     | FIN     |         | TUR 9   | GBR 7     | ESP     | AUS C | 13.      | 12   |
| 2019 | M-Sport Ford WRT    | Ford Fiesta R5 Mk. II | WRC-2 Pro   |        |         |       |         |       |           |       |         |         | GER WD  |         |           |         |       | NC       | 0    |
| 2020 | Toksport WRT        | Škoda Fabia R5 Evo    | WRC-2       | MON    | SWE 3   | MEX 1 | ARG     | POR   | ITA       | KEN   | FIN     | NZL     | TUR     | GER     | GBR       | JPN     |       | 3*       | 40*  |

### ERX
| Rok  | Tým                        | Vůz                 | Třída    | 1   | 2     | 3     | 4     | 5      | 6   | 7   | 8   | 9   | ERX  | Body |
| ---- | -------------------------- | ------------------- | -------- | --- | ----- | ----- | ----- | ------ | --- | --- | --- | --- | ---- | ---- |
| 2013 | Volkswagen Dealer Team KMS | Volkswagen Scirocco | Supercar | GBR | POR   | FRA   | NOR   | SWE 26 | BEL | NED | AUT | POL | 45th | 0    |
| 2014 | EKS RX                     | Audi S1             | Supercar | GBR | NOR 6 | BEL 2 | GER 4 | ITA 6  |     |     |     |     | 3.   | 50   |

### WRX
| Rok  | Tým    | Vůz     | Třída    | 1   | 2   | 3      | 4      | 5      | 6     | 7   | 8     | 9     | 10     | 11  | 12  | WRX | Body |
| ---- | ------ | ------- | -------- | --- | --- | ------ | ------ | ------ | ----- | --- | ----- | ----- | ------ | --- | --- | --- | ---- |
| 2014 | EKS RX | Audi S1 | Supercar | POR | GBR | NOR 13 | FIN 13 | SWE 10 | BEL 5 | CAN | FRA 5 | GER 4 | ITA 13 | TUR | ARG | 8.  | 84   |